# Callistethus burmeisteri
Callistethus burmeisteri är en skalbaggsart som beskrevs av Lansberge 1879. Callistethus burmeisteri ingår i släktet Callistethus och familjen Rutelidae. Inga underarter finns listade.